# Capparis pachyphylla
Capparis pachyphylla är en kaprisväxtart som beskrevs av M. Jacobs. Capparis pachyphylla ingår i släktet Capparis och familjen kaprisväxter. Inga underarter finns listade i Catalogue of Life.